# Bórzyńska Mielizna

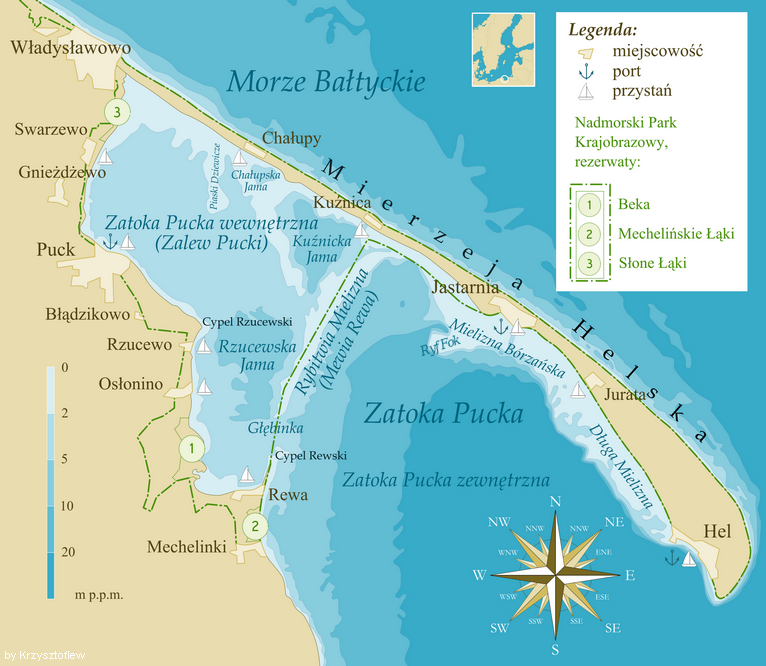
mapa Zatoki Puckiej

Bórzyńska Mielizna – płycizna na Zatoce Puckiej przy południowym brzegu Mierzei Helskiej, w okolicy Jastarni.  Jej nazwa wywodzi się  z nazw byłych siedlisk ludzkich na Mierzei Helskiej: Jastarnia Bór i Hel Bór.
Decyzją Komisji Wspólnot Europejskich z dnia 17 sierpnia 2005 r. w sprawie ustanowienia rejestru miejsc przewidzianych do stworzenia sieci interkalibracji zgodnie z dyrektywą 2000/60/WE Parlamentu Europejskiego i Rady, wody Bórzyńskiej Mielizny zostały włączone do sieci interkalibracji i w celu umożliwienia oceny zgodności krajowych systemów klasyfikacji z normatywnymi definicjami Wspólnoty oraz porównywalności systemów klasyfikacji między państwami członkowskimi jako miejsce reprezentujące granicę klasy wód przybrzeżnych i przyujściowych pomiędzy klasami dobrą i umiarkowaną.